# كيم يون-سوك
كيم يون-سوك هو ممثل كوري جنوبي ولد في 21 يناير 1967.
ظهر لأول مرة كممثل مسرحي في عام 1979 في دور واحد في مسرحية "يوم حماة السيدة"، وظهر لأول مرة كممثلة سينمائية بعد عام في دور واحد في فيلم عام 1 المرأة خارج النافذة، وتخرج من قسم المسرح التحضيري في سيول في عام 1980، وأكمل خدمته العسكرية في عام 1982، وظهر لأول مرة رسميا كموهبة 1985 في إذاعة تابعة ل MBC في عام 1986، ولعب دور البطولة في مسرحية الأب والابن عام 1987.

## قائمة الأعمال

### الدراما
- 2017 غريبة هي.
- 2016 رجل جيد.
- 2015 هواجيونغ بدور جونغ ميونغ سو.
- 2014 الحب اللانهائي.
- 2013 العيش في الحب.
- 2012 مو شين في دور هونغ غو يي في دور سونغ تشو (شخص واحد في دورين).
- 2011 حتى
- 2011 أفضل حب.
- 2005 شيندون ككتاب نوح.
- 2005 سيو دونغ يو.
- 2005 الجمهورية الخامسة باسم كيم جين يونغ.
- 2005 الوردة الخضراء.
- الاقتراح الثاني لعام 2004.
- 2003 الكل مدير تنفيذي للكازينو.
- 2002 عصر يين.
- 2001 اقتراح زواج جميل.
- 2001 سانغدو
- 1999 هيو يونيو
- 1999 الوقت هو السبيل الوحيد للتدفق.
- 1991 صهر العقعق.
- 1991 أبناء وبنات.
- 1989 سيول سيناء.
- 1988 غداً سأنسى.
- 1988 الملكة إنهيون.

### الأفلام
- 2020 اعتراف بأرض قاحلة قد يكون قليلاً.
- 2004 تشيللو.
- 1994 العاشق الصغير.
- 1980 امرأة خارج النافذة.
- 2013 هواي الطفل الوحش

### المسرح
- 1988 الأب والابن طالب الطب (بطولة).
- 1979 يوم زفاف الفتيات (دور قصير).

### البث
- 2014 هذه قصة حقيقية.